# Matthew Dunn
Matthew Dunn (Leeton, 2 september 1973) is een Australisch zwemmer, gespecialiseerd op de wisselslag. Hij begon als kind wegens chronische astma op doktersadvies met zwemmen. Dunny groeide onder leiding van de Russische trainer Gennadi Turedski uit tot een van Australiës grootste en veelzijdigste uit de geschiedenis.

## Internationale erelijst

### 1991
```
Pan Pacific Games
 (langebaan) in 
Edmonton
:
* Derde op de 400 meter wisselslag 4.24,06
```

### 1993
```
Pan Pacific Games
 (langebaan) in 
Kobe
:
* Eerste op de 200 meter wisselslag 2.01,52
* Eerste op de 400 meter wisselslag 4.19,05
* Tweede op de 4x100 meter vrije slag
* Tweede op de 4x200 meter vrije slag
```

### 1994
```
Gemenebestspelen
 (langebaan) in 
Victoria

* Eerste op de 200 meter wisselslag 2.02,28
* Eerste op de 400 meter wisselslag 4.17,01
```

### 1995
```
Pan Pacific Games
 (langebaan) in 
Atlanta
:
* Tweede op de 200 meter wisselslag 2.01,48
* Derde op de 400 meter wisselslag 4.18,83
* Eerste op de 4x200 meter vrije slag
```

```
Wereldkampioenschappen
 kortebaan (25 meter) in 
Rio de Janeiro
:
* Eerste op de 200 meter wisselslag 1.56,86
* Eerste op de 400 meter wisselslag 4.08,02
```

### 1996
```
Olympische Spelen
 (langebaan) in 
Atlanta
:
* Vierde op de 400 meter wisselslag 4.16,66
* Vijfde op de 200 meter wisselslag 2.01,57
```

### 1997
```
Wereldkampioenschappen
 kortebaan (25 meter) in 
Göteborg
:
* Eerste op de 200 meter wisselslag 1.57,46
* Eerste op de 400 meter wisselslag 4.06,89
```

```
Pan Pacific Games
 (langebaan) in 
Fukuoka
:
* Eerste op de 200 meter wisselslag 2.01,14
* Eerste op de 400 meter wisselslag 4.16,11
```

### 1998
```
Wereldkampioenschappen
 langebaan (50 meter) in 
Perth
:
* Tiende op de 200 meter vrije slag 1.49,75
* Vierde op de 400 meter wisselslag 4.16,76
* Vierde op de 200 meter wisselslag 2.02,03
```

```
Gemenebestspelen
 (langebaan) in 
Kuala Lumpur
:
* Eerste op de 200 meter wisselslag 2.00,26
* Eerste op de 4x200 meter vrije slag 7.11,86
```

### 1999
```
Wereldkampioenschappen
 kortebaan (25 meter) in 
Hongkong
:
* Tweede op de 100 meter wisselslag 54,77
* Eerste op de 200 meter wisselslag 1.55,81
* Eerste op de 400 meter wisselslag 4.06,05
```

```
Pan Pacific Games
 (langebaan) in 
Sydney
:
* Derde op de 200 meter wisselslag 2.01,86
* Eerste op de 400 meter wisselslag 4.16,54
```

### 2000
```
Olympische Spelen
 (langebaan) in 
Sydney
:
* Negende op de 200 meter wisselslag 2.01,95
* Twaalfde op de 400 meter wisselslag 4.20,31
```